# Шлёцер, Карл фон
Карл фон Шлёцер (нем. Karl von Schlözer; 28 декабря 1780, Гёттинген — 13 февраля 1859, Любек) — немецкий дворянин, российский консул в Любеке, младший сын известного историка Августа Людвига фон Шлёцера. Отец дипломата и историка Курда фон Шлёцера. Ученик Форкеля, изучал музыку как любитель и известен более как пианист и как композитор.

## Биография
Учился в гимназиях в Айсбелене и Гёттингене, а затем, по настоянию отца, — в торговой школе в Готе. С 1797 года был учеником купца в Любеке, с 1806 года — предпринимателем, в том же году совершив путешествие в Прибалтику и Санкт-Петербург и установив тесные контакты с русскими коммерсантами. После оккупации Любека французами бежал из города с семьёй сначала в Ойтин, затем в Берлин, вернувшись в Любек в конце 1813 года.
Должность российского консула в Любеке с небольшим перерывом занимал с 1810 по 1834 год. Однако в архивных документах РГИА (СПб) упоминается как состоящий в этой должности весной 1846 г.  В совершенстве владел французским языком. 
В 1845—1850 годах приобрёл четыре участка земли около Любека, на которых возвёл усадьбы. Был известен как плодовитый композитор — написал более 1820 музыкальных произведений и уже в 1838 году был занесён в энциклопедию Universal Lexicon des Concerts как известный композитор. В последние годы жизни написал несколько работ по истории музыки.